# Лука Беккарі
Лука Беккарі (італ. Luca Beccari; нар. 29 жовтня 1974, Сан-Марино) — політичний діяч Сан-Марино, капітан-регент Сан-Марино з 1 квітня до 1 жовтня 2014. Державний секретар закордонних справ із 7 січня 2020 року.

## Біографія
Лука Беккарі народився в жовтні 1974 року в місті Сан-Марино. 1997 року він здобув бухгалтерську освіту і працював у Центральному банку Сан-Марино.
З 2010 року обирається в Генеральну рада за списком Християнсько-демократичної партії. Є членом цієї партії з 1993 року. З 1 квітня до 1 жовтня 2014 року разом із Валерією Чаваттою був капітаном-регентом Сан-Марино.
Державний секретар закордонних справ із 7 січня 2020 року.

## Сім'я
Одружений, виховує сина. Проживає в Серравалле.